# Chrysolampis mosquitus
El colibrí rubí  (Chrysolampis mosquitus), también denominado tucusito rubí (en Venezuela), colibrí rubitopacio (en Colombia), topacio rubí (en Panamá y Colombia) o picaflor topacio, es una especie de ave apodiforme de la familia Trochilidae, la única perteneciente al género monotípico Chrysolampis. Es nativo del extremo oriental de América Central, de América del Sur y de las Antillas Menores.

## Distribución y hábitat
Se distribuye desde el este de Panamá y oeste, norte y centro de Colombia hacia el este a través de Venezuela, Guyana, Surinam, Guayana Francesa, hacia el sur a través del norte, noreste y centro de Brasil (al sur hasta el norte de São Paulo y Mato Grosso do Sul) hasta el este de Bolivia; también en las islas del litoral de Venezuela desde Aruba, Curaçao y Bonaire hasta Trinidad y Tobago. Fue registrado como vagante en Granada y en el extremo noreste de Argentina, en Misiones.
Esta especie es considerada un residente común en sus hábitats naturales: las formaciones vegetales tipo sabana, incluyendo campos rupestres) y sus bordes, desde el nivel del mar hasta estribaciones áridas arbustivas a 1700 m de altitud, migrantes pueden ser vistos hasta en islas fluviales. Forrajea desde muy bajo hasta las copas de los árboles en los claros, campo abierto, jardines y áareas cultivadas. Es más numeroso hasta los 500 m; aves a mayores altitudes son generalmente no reproductivos.
No se considera que la especie esté amenazada, clasificada como preocuoación menor aunque se ha clasificado como poco común en algunas partes de su rango.

## Descripción
Mide entre 8 y 9,5 cm de longitud, y pesa entre 2,5 y 5 gramos. El pico es corto, negro y recto. El macho es pardo negruzco con la corona rubí y un babero dorado resplandecientes, las subcaudales y la cola son rufo-castañas; la hembra tiene partes superiores verde bronceadas y la corona cobriza, las inferiores gris pálido y la cola rufo-anaranjada y negra con ápice blanco.

## Comportamiento

### Alimentación
Se alimenta principalmente del néctar de flores de arbustos, cultivos, cactus y árboles pequeños y grandes. También capturan insectos pequeños en vuelo.

### Reproducción
La hembra pone dos huevos en un pequeño nido con forma de cáliz, construido entre uno y cuatro metros del suelo. Los polluelos empollan a los 15-16 días y son cuidados por sus padres por unos 19-22 días más.

### Vocalización
El canto, dado desde una percha alta, es un duplicado «tliii...tliii...tliii» de timbre alto.

## Sistemática

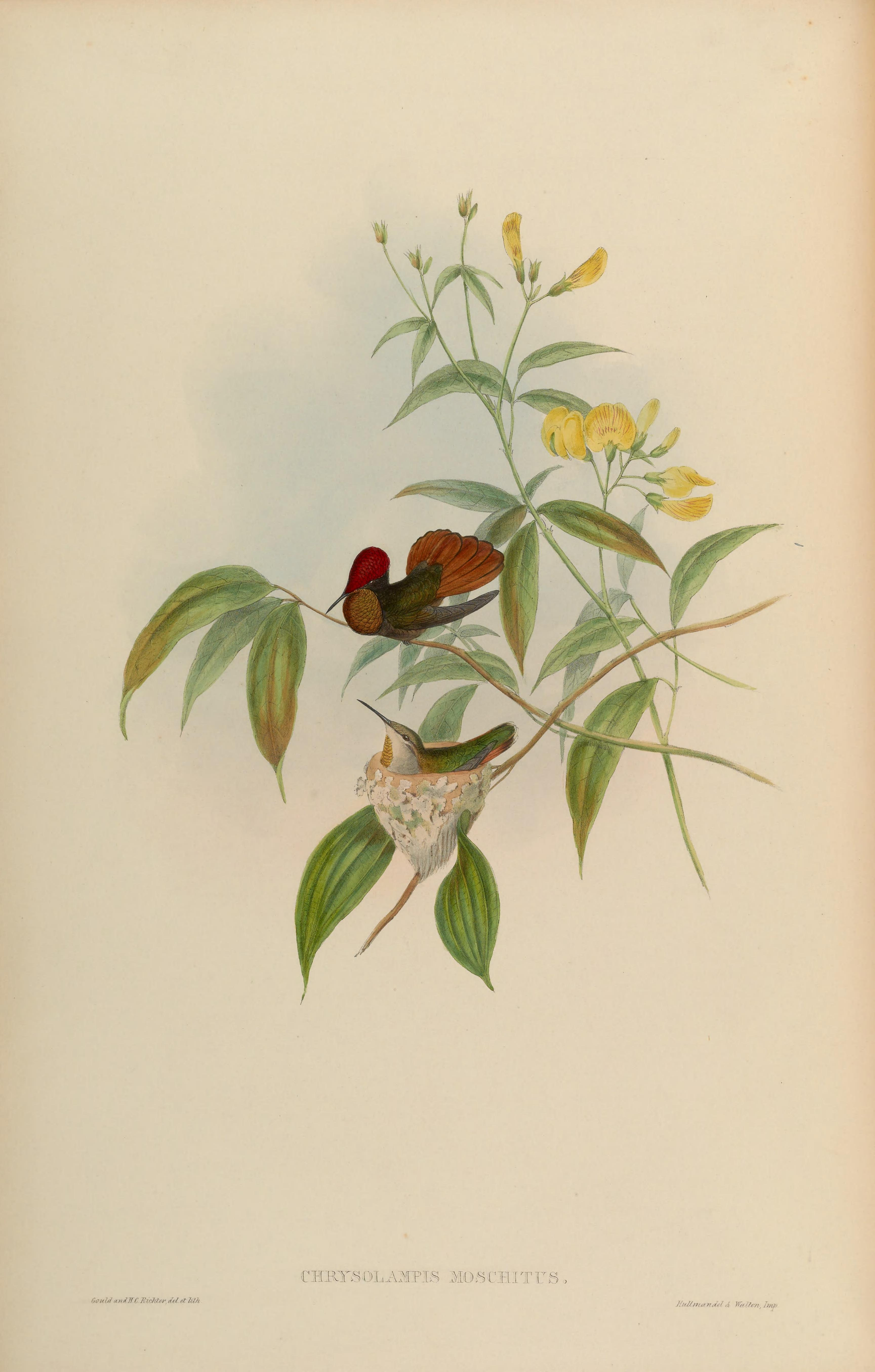
Chrysolampis mosquitus, ilustración de Gould y Richter en A monograph of the Trochilidae, or family of humming-birds vol. 4, 1861.

### Descripción original
La especie C. mosquitus fue descrita por primera vez por el naturalista sueco Carlos Linneo en 1758 bajo el nombre científico Trochilus mosquitus; la localidad tipo dada fue «in Indiis» (error), substituido posteriormente por «Surinam».
El género Chrysolampis fue propuesto por el ornitólogo alemán Friedrich Boie en 1831, y Trochilus mosquitus fue subsecuentemente designada como la especie tipo.

### Etimología
El nombre genérico femenino «Chrysolampis» deriva de la palabra del griego «khrusolampis» que significa ‘luciérnaga’; y el nombre de la especie «mosquitus», proviene de la palabra del español «mosquito».

### Taxonomía
Es monotípico. La forma descrita Chrysolampis chlorolaema Elliot, 1870, es un híbrido entre la presente especie y Anthracothorax nigricollis.